# Isotachis multiceps
Isotachis multiceps là một loài rêu trong họ Balantiopsaceae. Loài này được Lindenb. & Gottsche Gottsche mô tả khoa học đầu tiên năm 1863.